# Гомес, Виктор
Виктор Гомес (англ. Victor Gomes; род. 15 декабря 1982, Йоханнесбург, Трансвааль) — южноафриканский футбольный судья. Судья ФИФА с 2011 года.

## Карьера
Гомес начал свою карьеру футбольного судьи в возрасте 16 лет, сначала работал в любительских лигах своего родного города. В 2008 году дебютировал в Премьер-лиге, высшем дивизионе ЮАР. Из-за его строгой интерпретации правил, в одном из матчей он назначил пять пенальти, СМИ и тренеры прозвали его Пенальдиньо. Его профессионализм рос с каждым годом и он был признан лучшим судьей в сезонах 2012/13 и 2017/18.
Судьёй ФИФА Гомес является с 2011 года. Он дебютировал на международной арене в ноябре того же года в отборочном матче чемпионата мира между Кенией и Сейшельскими островами. С 2013 года также регулярно обслуживал матчи континентальных африканских клубных соревнований, в Лиге чемпионов CAF и Кубке Конфедерации CAF. В Кубке Конфедераций Африки ему доверили право судить финал сезона 2020/21, в котором Раджа из Касабланки выиграла у Кабилии со счетом 2:1. В 2020 году он отработал финал Суперкубка КАФ между Эсперанс из Туниса и египетским Замалек (окончательный счет 1:3). В 2019 году он впервые был назначен главным судьей на матчи Кубка африканских наций, где отработал две игры группового этапа. В 2022 году он снова работал на матчах Кубка африканских наций и судил финал между Сенегалом и Египтом. Он получил известность за свое судейство в этом матче, а сцена, в которой он протянул свой свисток и карты жалующемуся капитану Египта Мохамеду Салаху, привлекла особое внимание футбольной общественности.
Свой первый опыт участия в межконтинентальных турнирах Гомес получил на чемпионате мира U-17 2019 в Бразилии, где судил две игры группового этапа. Он также два матча отработал в предварительном раунде олимпийского футбольного турнира 2021 года в Токио, в том числе в игре олимпийской сборной Германии против Саудовской Аравии, в которой удалил Амоса Пипера. В мае 2022 года ФИФА назначила его одним из 36 главных судей чемпионата мира по футболу 2022 года в Катаре.

### Олимпийские игры 2020
| Стадия         | Дата         | Место    | Команда 1         | Команда 2   | Результат |
| -------------- | ------------ | -------- | ----------------- | ----------- | --------- |
| Групповой этап | 22 июля 2021 | Касима   | Новая Зеландия    | Южная Корея | 1:0 (0:0) |
| Групповой этап | 25 июля 2021 | Иокогама | Саудовская Аравия | Германия    | 2:3 (1:2) |

### Чемпионат мира 2022 года
| Стадия         | Дата           | Место                   | Команда 1 | Команда 2 | Результат | Предупреждён | Red card | Пенальти |
| -------------- | -------------- | ----------------------- | --------- | --------- | --------- | ------------ | -------- | -------- |
| Групповой этап | 22 ноября 2022 | Эль-Джануб, г.Эль-Вакра | Франция   | Австралия | 4:1 (2:1) | 0 - 3        | 0 - 0    | 0 - 0    |
| Групповой этап | 1 декабря 2022 | Халифа, г.Доха          | Япония    | Испания   | 2:1 (0:1) | 3 - 0        | 0 - 0    | 0 - 0    |

## Личная жизнь
Гомес принадлежит к лузо-африканскому меньшинству Южной Африки, его отец родом из Мадейры. Помимо работы судьей, он занимается бизнесом, в том числе владеет заводом по производству пластмасс и водоочистных сооружений.
Гомес женат, воспитывает двоих детей.